# Districte de Sukkur
El districte de Sukkur (urdu: ضلع سکھر) és una divisió administrativa de la província de Sind al Pakistan amb capital a Sukkur. La superfície és de 5.165 km² i la població de 908.373 habitants.

## Administració
| Tehsils   | Població 1998 | Àrea (km²) | Union Councils | Pobles |
| --------- | ------------- | ---------- | -------------- | ------ |
| Sukkur    | 374.178       | 274        | 20             | 78     |
| Rohri     | 224.362       | 1319       | 11             | 550    |
| Saleh Pat | 64.646        | 2339       | 03             | 297    |
| Pano Aqil | 245.187       | 1233       | 12             | 516    |
| Total     | 908.373       | 5165       | 46             | 1441   |

## Història
La dinastia bramànica d'Alor regia el territori fins a la invasió musulmana. Alor o Aror estava a 7 o 8 km de la moderna ciutat de Rohri. Després del 712 va passar als musulmans i va ser dependència dels omeies i abbàssides fins a l'establiment de la dinastia habbàrida i hibàrida. Abans del 1025 fou conquerida per Mahmud de Gazni i poc desdprés passà a la dinastia sumra, després als sammes i després als arghúnides. Sota l'Imperi Mogol es va establir el poder dels mahars en substitució de la tribu dels jatois balutxis establerts a l'oest de l'Indus. Els mahars foren desplaçats uns anys després pels daudputres que dirigits per Pir Sultan Ibrahim Shah van derrotar els mahars i els van conquerir la seva capital Lakhi, fundant una nova capital, Shikarpur. El 1701 es va iniciar al dinastia kalhora independitzada dels mogols el 1719. El 1781 van envair el país els afganesos que van ocupar el país (Sind Superior) però van perdre Burdika, Rupar i Sukkur davant els talpurs, successors dels kalhores, i finalment Shikarpur. El 1833 ja sota domini talpur, Shah Shuja, destronat del tron de Kabul, va penetrar al Sind Superior i va ocupar Shikarpur obligant als mirs talpurs a pagar un fort tribut mercès el qual va marxar en expedició a Kandahar; però en ser derrotat per Dost Muhammad va tornar al Sind i va obtenir més diners dels mirs talpurs que li van permetre establir-se a Ludhiana.
El 1842 el britànic Napier va envair el Sind i va forçar als mirs a cedir a perpetuïtat Sukkur, Bukkur i Rohri. Sind fou annexionat el 1843 i dividit en districtes el 1843; al Sind Superior es van formar els de Shikarpur i de la Frontera de l'Upper Sind; la recol·lecció de tributs fou assignada a zamindars coneguts com a waderos. El wadero de Shirkarpur fou Bhagwandas Golani (nascut 1861, + 1931) de la família reial dels golanis i el va substituir el seu fill gran Shobraj Bhagwandas Golani (nascut 1885, + 1978). L'1 de gener de 1852 el governador general de l'Índia lord Dalhousie va deposar el mir de Khairpur i li va confiscar alguns territoris que segons els britànics usurpava per mitjà d'una falsificació del document original de tractat de Naunahar de 1842 (entre els tres mirs que es repartien el territori); amb gran part d'aquestos territoris a l'esquerra de l'Indus incorporats aleshores al districte de Shikarpur (Ubauro, Buldika, Mirpur, Saidabad, i altres) es va formar part del districte de Sukkur el 1901. Sukkur formà part de Shikarpur fins a l'agost de 1901 quan Larkhana fou erigida en districte separat amb 7 de les 14 talukes de Shikarpur, la resta del districte va agafar el nom de Sukkur, quedant amb una superfície de 13.994 km². El 1993 es va separar el districte de Ghotki.
La població el 1901 era de 523.345 habitants en 5 ciutats i 606 pobles. Administrativament estava format per tres subdivisions (Rohri, Mirpir i Shikarpur) i set talukes:
- Shikarpur
- Naushahro Abro
- Sukkur
- Rohri
- Ghotki
- Mirpur Mathelo
- Ubauro

La població era hindú en un 27% i musulmana en un 72%. Les ciutats principals eren Shikarpur, Sukkur, Rohri, i 
Ghotki i les municipalitats aquestes quatre i Ghari Yasin. La llengua habitual era el sindi (93%) i es parlaven també el balutxi i el seraiki. La taluka de Sukkur tenia una superfície de 782 km² i una població el 1901 de 94.015 habitants en una ciutat i 54 pobles. La capital del districte i la taluka era Sukkur amb 31.316 habitants.

## Arqueologia
- Fortalesa d'Alor
- Fortalesa de Mathelo
- Mesquita d'Ubauro
- Ruïnes d'Hakrah